# Taufik Szihab ad-Din
Taufik Szihab ad-Din (ur. 1973) – syryjski opozycjonista, lider Islamskiej Brygady „Nur ad-Din Zanki”, która w 2014 weszła w skład Armii Mudżahedinów, uczestnik wojny domowej w Syrii.

## Życiorys
Tawfik Szahabuddin mieszkał w wiosce Asz-Szajch Sulajman w muhafazie Aleppo. Był analfabetą, jednak posiadał rzeźnię, którą sprzedał po rozpoczęciu wojny domowej w 2011. Nabył w ten sposób 150 tysięcy dolarów, które przekazał płk Rijadowi al-Asadowi, ówczesnemu dowódcy rebelianckiej Wolnej Armii Syrii (FSA). W wyrazach wdzięczności pułkownik mianował go dowódcą oddziału w jego rodzimych stronach. Jego oddział brał udział w bitwie o Aleppo, okopując się w dzielnicy Salah ad-Din.
Na początku grudnia 2012 postanowił działać samodzielnie powołując Islamską Brygadę Nur ad-Din Zanki. Ugrupowanie, uważane za silną grupę bojową, konfiskowało mienia prywatne i fabryki w Aleppo, uprowadzało także ludzi dla okopu. Pod koniec 2013 roku Brygada negocjowała z innymi ugrupowaniami powołanie szerszej koalicji. 3 stycznia 2014 Islamska Brygada Nur ad-Din Zanki razem z 19. Dywizją Wolnej Armii Syrii i Islamskim Ruchem an-Nur powołali Armię Mudżahedinów, na czele której stanął Szihab ad-Din razem z Abu Bakrem i Muhammadem Szakiridim. Koalicja prowadziła działania przeciwko Państwu Islamskiemu (ISIS).